# 伊東友賢
伊東 友賢（いとう ゆうけん、1843年8月4日（天保14年7月9日） - 1901年（明治34年）4月9日）は、箱館戦争に参加した額兵隊の医官で、東北人で最初にクリスチャンになった人物とされている。

## 生涯

### 幼少期
1843年、仙台藩医・佐々城正庵の四男として生まれた。幼名は桃吾。1862年（文久2年）に藩医伊東友順の養子になり、友賢と改名する。
1867年（慶応3年）に仙台藩より横浜に派遣され、ヘボン塾に留学する。そこで米国オランダ改革派の宣教師J・C・ヘボンに師事し、英学を学ぶ。

### 函館戦争
1869年の箱館戦争に榎本武揚らの旧幕府軍に参加した星恂太郎額兵隊の医官に、自主推薦で就任する。同じく箱館戦争に参加した医官高松凌雲は同じ英学所で学んだ仲だった。また、会津藩の医者赤城信一も共に軍医として函館病院で働く。
1869年（明治2年）五稜郭の落城後に、患者を連れて脱出して上京するが、逮捕され謹慎閉居の身になる。1870年(明治3年)に赦免されて仙台に帰る。

### 上京・入信
1872年(明治5年)には西洋医学修行のために東京に行く。横浜の修文館で修学した。1872年4月28日にオランダ改革派宣教師J・H・バラにより洗礼を受けて、日本基督公会(現・日本キリスト教会横浜海岸教会)の会員になった。その後、東京に移転し、本支（もとえ）と改名する。函館で共に戦った高松凌雲に付いて修業するとともに、中村正直の同人社に関与した。1877年（明治10年）軍医として西南戦争に従軍する。

### 晩年
1878年（明治11年）に妻千代と離別すると、佐々城家に復籍し、同郷仙台出身の星豊寿（佐々城豊寿）と再婚する。晩年は、東京品川町で町医者として生涯を送った。

## 家族
- 佐々城豊寿（後妻） - 日本基督教婦人矯風会の役員
- 佐々城信子（長女） - 国木田独歩と恋愛事件を起こす。有島武郎の『或る女』の主人公になる。

## 伝記
- 『伊東友賢伝』[要文献特定詳細情報]